# تومي جونز (لاعب كرة قدم أمريكية)
تومي جونز (بالإنجليزية: Tommy Jones)‏ هو لاعب كرة قدم أمريكية أمريكي، ولد في 25 يناير 1971.

## وصلات خارجية
- تومي جونز على موقع JustSportsStats.com (الإنجليزية)